# Raggaschlucht

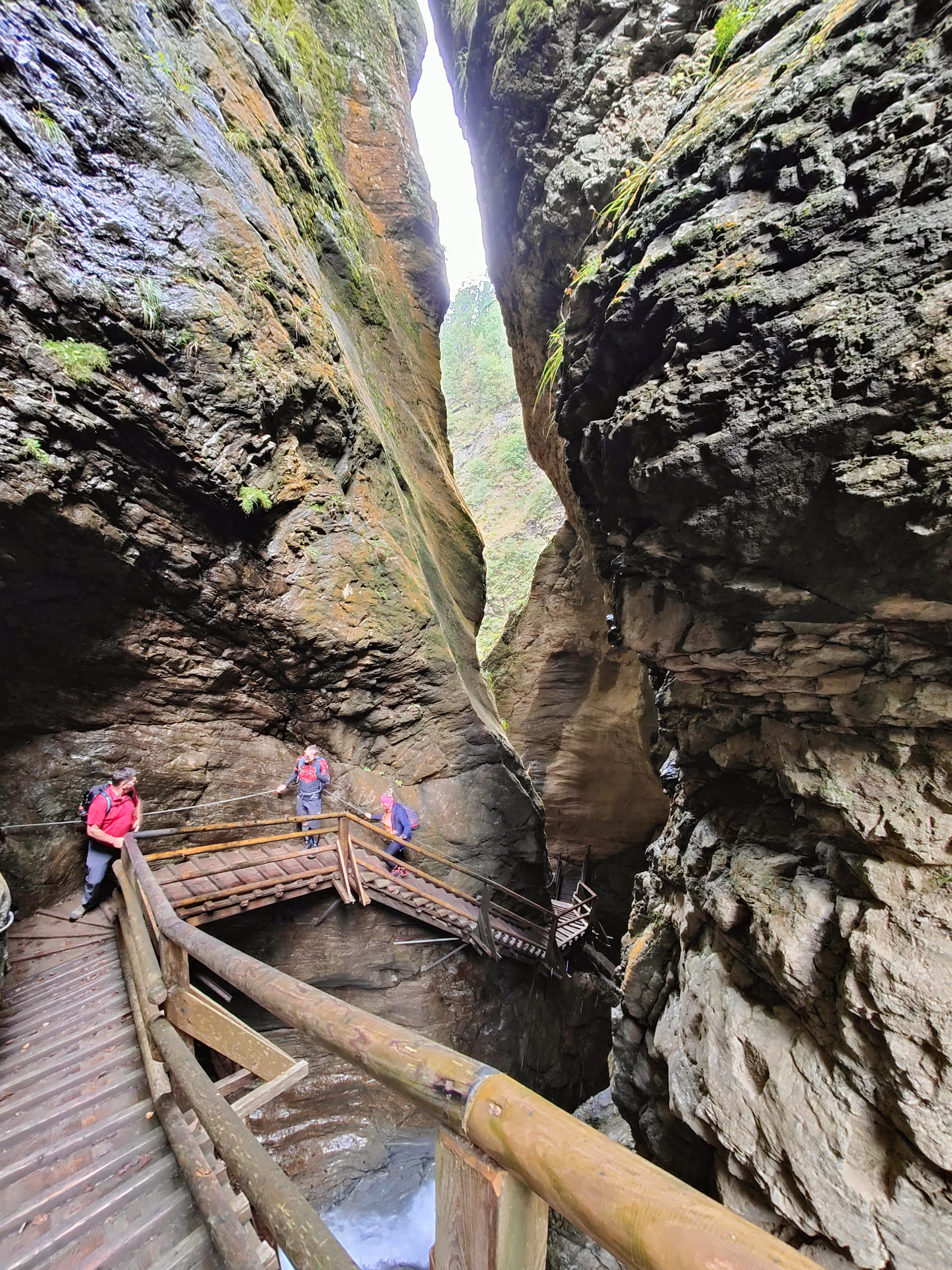
Schluchtsteig durch die Raggaschlucht

Die Raggaschlucht ist eine Klamm im österreichischen Mölltal in der Nähe der Ortschaft Flattach in Kärnten. Der Name stammt vom slowenischen Rak (= Krebs).
Sie wurde seit der letzten Kaltzeit vom Raggabach in den Gebirgsstock der Kreuzeckgruppe geschnitten. Mit etwa 800 Metern Länge ist sie eine der kürzeren Schluchten Österreichs, aber durch ihre besondere Enge und Tiefe von bis zu 200 m eine der beeindruckendsten. Sie ist für den Besucher durchgehend mit Stegen, Treppen und Brücken erschlossen. Schautafeln entlang des Steges erklären die Entstehung und Geologie der Schlucht. Die dominierenden Gesteine der Schlucht sind Paragneise und Glimmerschiefer. Am Beginn der Schlucht bildet eine Pegmatit-Intrusion eine 10 m hohe Stufe, über die der Raggabach in einem beeindruckenden Wasserfall in die Schlucht stürzt.
Die Raggaschlucht wurde im Jahr 1882 erstmals für Besucher erschlossen und darf nur bergauf begangen werden. Seit 1978 ist sie Naturdenkmal.
Bei einem Unwetter im Oktober 2018 wurden die Holzstege in der Schlucht zerstört. Sie wurden im Frühjahr 2019 wieder instand gesetzt. Am 9. Juni 2019 wurde die Schlucht wiedereröffnet.

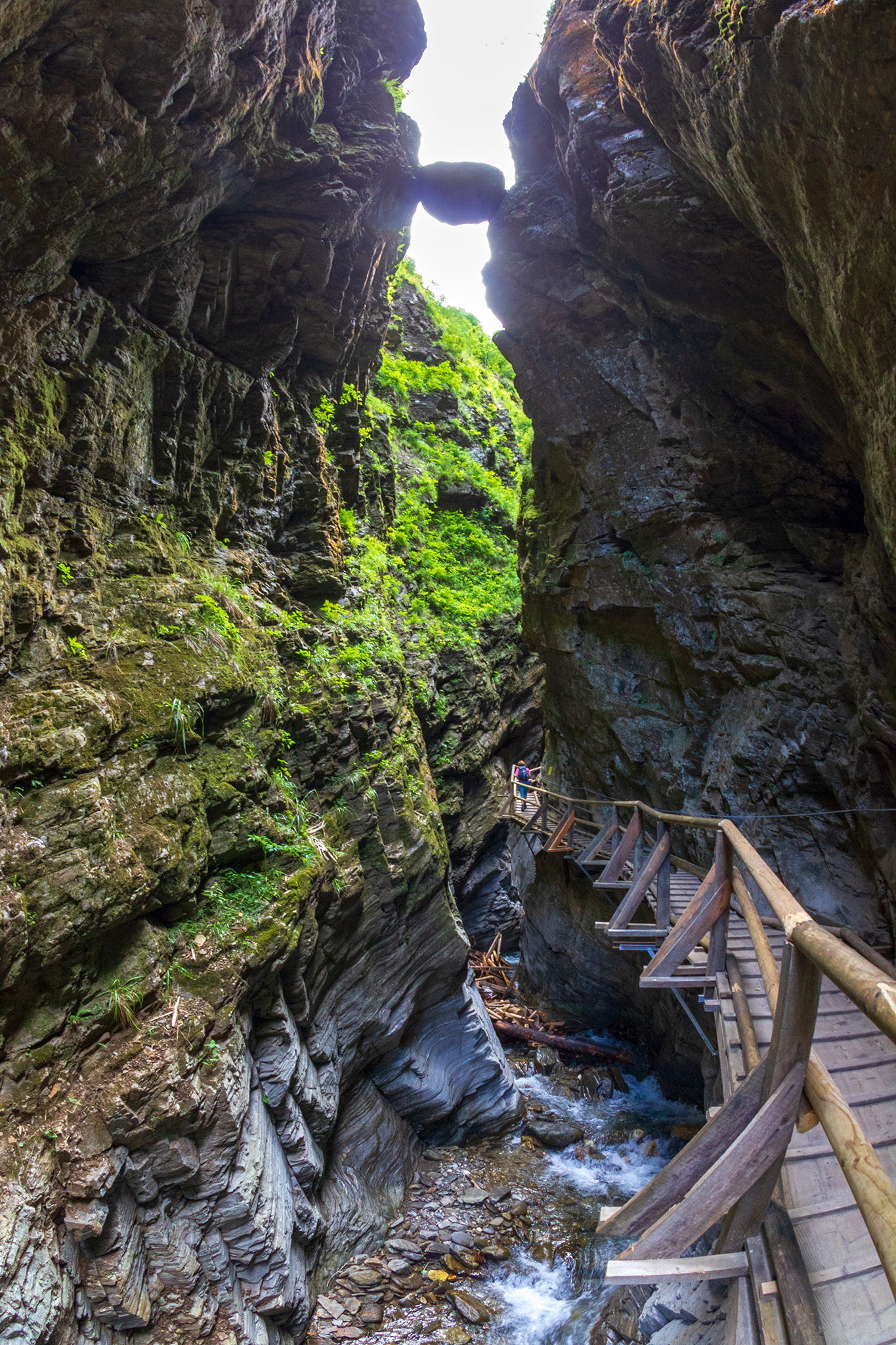
Holzstege in der Raggaschlucht
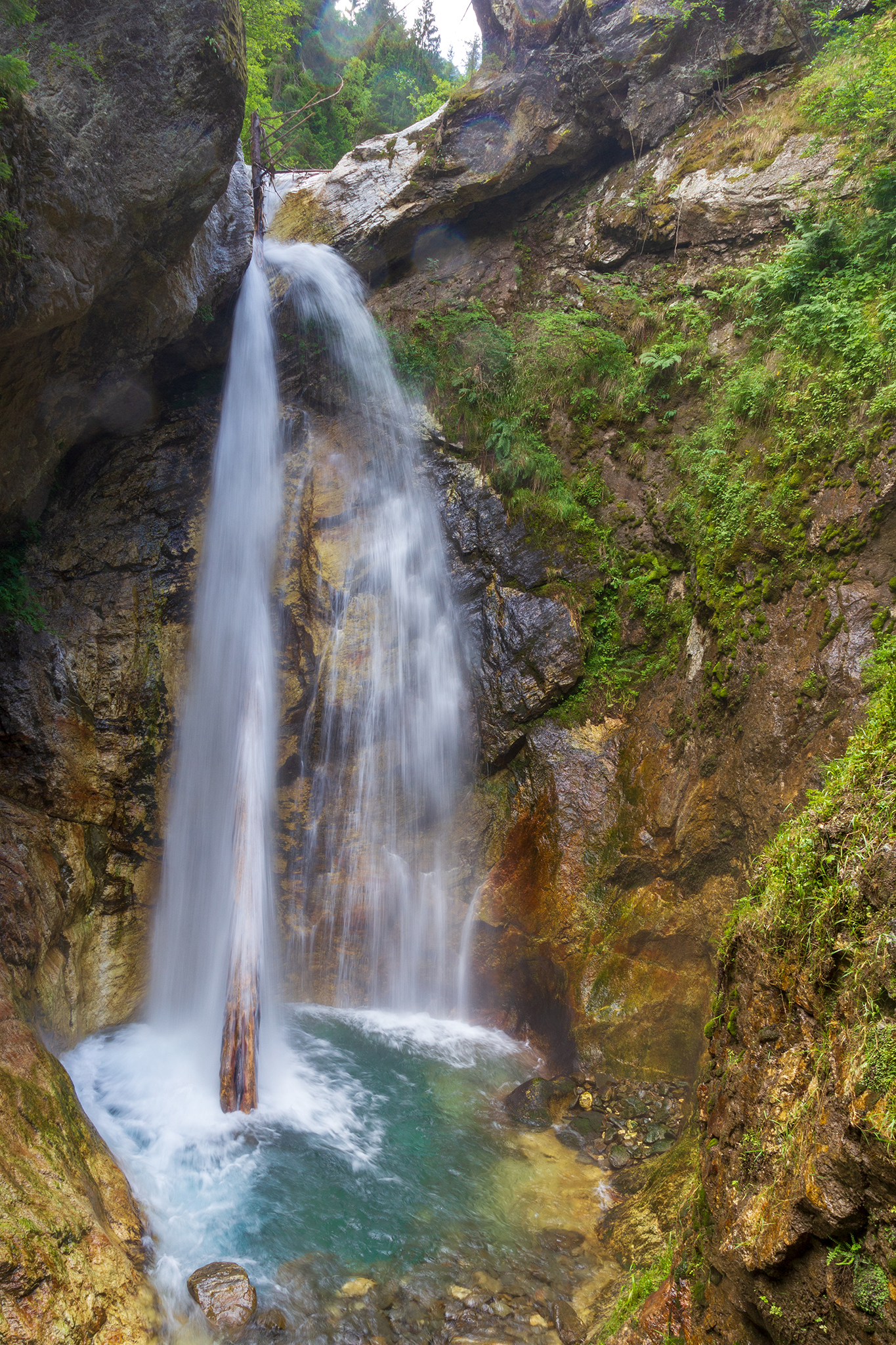
Wasserfall am Ende des Raggaschluchtweges
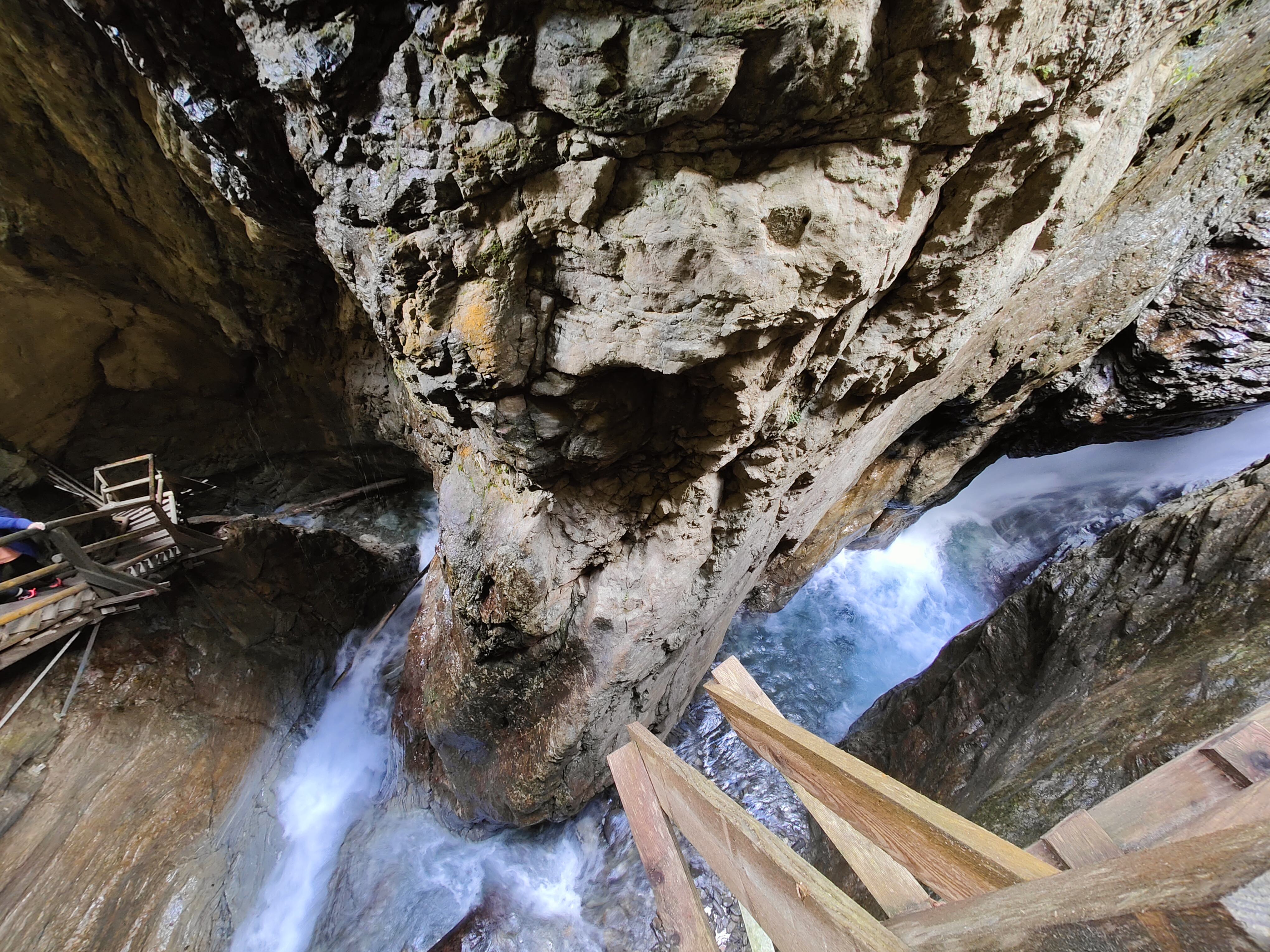
Gewundene Schlucht